# Barbara de Loor
Barbara de Loor, née le 26 mai 1974 à Amsterdam, est une patineuse de vitesse néerlandaise.

## Biographie
Sa première sélection en équipe nationale intervient en 1992 pour les championnats du monde junior.
Elle participe aux Jeux olympiques de 1998 où elle se classe 4e du 5 000 m.
En 2005, elle est médaillée d'or sur le 1 000 mètres aux Championnats du monde simple distance. 
Sa dernière grande compétition internationale a lieu en 2006 avec les Jeux olympiques de Turin.

## Palmarès

### Championnats du monde simple distance
- Médaille d'or du 1 000 m en 2005

### Championnats d'Europe toutes épreuves
- Médaille de bronze en 1997.

### Coupe du monde
- 9 podiums individuels.